# Ichneumon leucogigas
Ichneumon leucogigas là một loài tò vò trong họ Ichneumonidae.